# Phytobia insulana
Phytobia insulana este o specie de muște din genul Phytobia, familia Agromyzidae, descrisă de Spencer în anul 1977. Conform Catalogue of Life specia Phytobia insulana nu are subspecii cunoscute.